# 1320.
1320. je tretje desetletje v 14. stoletju med letoma 1320 in 1329. 